# 제시카 (라인프렌즈)
제시카는 라인프렌즈에서 제작한 캐릭터이다. 모태는 고양이이며 암컷이다. 애니메이션 라인타운 성우는 코쿠류 사치(일본판) / 양정화(한국판)이다. 

## 소개
라인프렌즈에서 제작한 캐릭터로 도도하고 깔끔하고 세련되며 뷰티 스타일을 즐기는 성격이다. 고급스러운 원피스에서부터 오피스풍의 스커트는 물론 붙이는 청바지를 즐겨입는 성격으로 철저하고 꼼꼼한 성격으로 다른 친구들이 생각하지 못하는 것을 챙겨준다. 
얼굴 표면이 얼룩무늬로 되어있다. 

## 특징
라인프렌즈에서 도도하고 개성있는 스타일을 즐기며 뷰티도 즐기는 성격이다. 
2016년부터 브라운의 여동생이 등장하면서 그녀와 쌍벽을 이루게 되었다. 